# Gökhan Inler
Gökhan Inler (turkiska: Gökhan İnler), född 27 juni 1984, är en schweizisk fotbollsspelare av turkisk härkomst som spelar som central mittfältare. Han har tidigare även varit en del av Schweiz landslag. Han gjorde sin debut i landslaget den 2 september 2006 i en vänskapsmatch mot Venezuela i Basel.

## Meriter
FC Zürich
- Schweiziska superligan: 2005–06, 2006–07

 Napoli
- Coppa Italia: 2011–12, 2013–14
- Supercoppa italiana: 2014